# Parco nazionale del Monte Rainier
Il parco nazionale del Monte Rainier (in inglese Mount Rainier National Park) è un parco nazionale degli Stati Uniti situato nello stato del Washington, nel nord-ovest della nazione. Coprendo un'area di quasi 956 km², questa zona protetta è famosa innanzitutto per la vetta massima a cui deve il nome, ovvero il monte Rainier. Quest'imponente stratovulcano, la cui sommità si eleva per più di 4000 m, appartiene al massiccio della catena delle Cascate.
La presenza delle prime comunità umane nell'area risale a quasi 8000 anni fa, quando i paleoamericani si recarono in loco dandosi alla caccia e all'agricoltura di sussistenza. Dopo l'arrivo dei primi esploratori europei, le tribù locali di lingue salish furono gravemente colpite da epidemie di vaiolo portate nel continente dai coloni alla fine del XVIII secolo.
In ordine cronologico, la regione è diventata il quinto parco nazionale degli Stati Uniti il 2 marzo 1899, giorno in cui fu emesso il provvedimento istitutivo durante la presidenza di William McKinley. Amministrato dal National Park Service, la cui missione è proteggere la sua ricchezza naturale e culturale, il parco ospita più di 1000 specie vegetali e oltre 300 differenti vertebrati.

## Descrizione
Il parco si trova nel centro dello stato del Washington e abbraccia le contee di Pierce e Lewis. Situato a circa 100 km a sud-est di Seattle e 200 a nord-est di Portland, altre città importanti della regione sono la capitale Olympia e Tacoma.
Esteso 953,5 km², il parco comprende l'intera regione che circonda il monte Rainier. La lunghezza è di circa 30 km sia in direzione nord-sud che est-ovest. Non si deve immaginare il parco come una zona protetta isolata da altre aree riserve: si pensi infatti alle confinanti riserve naturali e foreste nazionali che proteggono una parte significativa della catena montuosa di cui fa parte il vulcano Rainier, ovvero la catena delle Cascate.

### Topografia
L'altitudine minima del parco è intorno a 500 m, mentre il punto culminante corrisponde alla sommità del monte Rainier, alta 4392 m s.l.m. La cima è la quinta più elevata degli USA (se si esclude l'Alaska), ma anche la maggiore della catena delle Cascate. Il gruppo montuoso di cui fa infatti parte la montagna comprende numerose cime la cui altitudine in media è compresa tra i 2000 e i 2500 m. Se le si scorge dalle valli, l'altezza delle stesse appare maggiore, ma si tratta solo di un effetto ottico. Nella regione circostante, solo pochi vulcani riescono a superare la soglia dei 3000 m, nello specifico il monte Baker e il Glacier Peak.
Altre significative vette non vulcaniche situate nel parco includono l'Unicorn Peak (2125 m), il Dege (2136 m) e il monte Skyscraper (2157 m).

### Geologia
Colate laviche e colate piroclastiche
     Lahar di grande dimensione
     Lahar di medie dimensioni
     Piccole frane (di solito non associate al vulcanismo)
     Inondazione indotta da lahar
     Area esposta a rischio alluvioni in caso di esondazione della diga di Alder

Mappa dei rischi vulcanici intorno al cratere. Le linee tratteggiate maggiori indicano i confini delle contee, quelle minori i confini del parco nazionale del monte Rainier:
Colate laviche e colate piroclastiche
Lahar di grande dimensione
Lahar di medie dimensioni
Piccole frane (di solito non associate al vulcanismo)
Inondazione indotta da lahar
Area esposta a rischio alluvioni in caso di esondazione della diga di Alder

Le rocce più antiche della zona hanno circa 400 milioni di anni. Formatisi sotto l'Oceano Pacifico, i sedimenti rocciosi presenti nella regione sono i più antichi tra quelli scoperti nella catena montuosa. Poggiando sulla superficie di placche tettoniche in movimento, tali rocce si spostarono poi verso nord e incontrarono la placca nordamericana 90 milioni di anni fa. Il terreno a quel punto si alzò, centimetro per centimetro, originando in tal modo un primo insieme di rilievi. Tale morfologia andò poi perlopiù erosa, ma nuove placche oceaniche si scontrarono di nuovo negli ultimi 40-35 milioni di anni. Da questo nuovo incontro ebbe luogo una serie di subduzioni le quali permisero il passaggio del magma confluito nell'arco vulcanico delle Cascate.
I vulcani locali vennero alimentati dal calore trasmesso dalla subduzione delle placche tettoniche di Gorda e Juan de Fuca sotto una di dimensione maggiore, quella nordamericana. Situato 500 km al largo delle coste, il centro della placca di Gorda sprofonda di quasi 2,5 cm sotto il Nord America.
La formazione del monte Rainier cominciò circa un milione di anni fa, mentre le montagne vicine ne hanno quasi dodici. Il duomo centrale è costituito da rocce andesitiche e si tratta del vulcano più alto della catena delle Cascate, oltre che del terzo in termini di volume dopo il monte Adams e il monte Shasta.
Gli scienziati ritengono che, durante la sua formazione, l'altezza del vulcano superasse di oltre 300 m quella odierna, ma la parte superiore successivamente collassò a causa di violente eruzioni. Nell'arco della sua storia geologica, i fianchi del vulcano andarono modellati anche dall'erosione glaciale.
Le ultime eruzioni del vulcano risalgono al XIX secolo. Attualmente considerato in uno stato di quiescenza, il cratere potrebbe ancora eruttare come in passato hanno fatto il Lassen Peak (1914) e il monte Saint Helens (1980). Un sismografo misura continuamente l'attività locale e, malgrado i terremoti che avvengono siano di grado relativamente basso, questi continuano con regolarità. I geologi ritengono che questa attività sia causata dalla circolazione di fluidi caldi sotto il vulcano, responsabili della creazione di sorgenti calde o fumarole nel parco.
Il monte Rainier è probabilmente il vulcano con il maggior potenziale distruttivo nel gruppo delle Cascate. Oltre alle sue grandi dimensioni, i numerosi ghiacciai sulla sua sommità potrebbero sciogliersi in caso di eruzioni e generare grandi lahar. Essi potrebbero interessare i milioni di abitanti dell'area metropolitana di Seattle, ma anche le popolazioni fino al nord-ovest dell'Oregon. I detriti scoperti vicino allo stretto di Puget nell'area di Seattle indicano che questi fenomeni si verificarono di certo in passato.

### Clima
Appartenente alla regione montuosa della catena delle Cascate e con un'altitudine massima superiore ai 4000 m, il clima della regione del parco è di tipo montano. Le regioni più a ovest hanno un clima temperato oceanico, mentre nelle aree orientali si sperimenta quello continentale umido.
Nella parte occidentale, grazie all'influenza oceanica, le precipitazioni appaiono significative da novembre ad aprile e si verificano in gran parte sotto forma di neve in quota elevata. Le piogge sono così numerose per via del fatto che le North Cascades formano una barriera che blocca l'umidità delle masse d'aria sul fianco occidentale dando luogo al fenomeno dell'ombra pluviometrica. Il periodo estivo è generalmente più secco in quel punto, mentre in quota le precipitazioni nevose risultano decisamente non trascurabili. Benché sul monte Rainier cadano in media sedici metri di neve all'anno, durante l'inverno 1971-1972 se ne registrarono 28.5 presso la stazione di rilevamento di Paradise Ranger situata a 1647 m sul livello del mare. Il record nazionale è comunque detenuto dal non troppo distante monte Baker, il quale ricevette durante l'inverno 1998-1999 quasi 29 m di nevicate. Nella parte orientale del parco il clima è più secco con inverni più freddi ed estati più calde.
| Bollettino meteo nel parco nazionale del monte Rainier | Mesi | Mesi | Mesi | Mesi | Mesi | Mesi | Mesi | Mesi | Mesi | Mesi | Mesi | Mesi | Stagioni | Stagioni | Stagioni | Stagioni | Anno  |
| Bollettino meteo nel parco nazionale del monte Rainier | Gen  | Feb  | Mar  | Apr  | Mag  | Giu  | Lug  | Ago  | Set  | Ott  | Nov  | Dic  | Inv      | Pri      | Est      | Aut      | Anno  |
| ------------------------------------------------------ | ---- | ---- | ---- | ---- | ---- | ---- | ---- | ---- | ---- | ---- | ---- | ---- | -------- | -------- | -------- | -------- | ----- |
| T. max. media (°C)                                     | 1    | 1    | 2    | 5    | 9    | 12   | 17   | 17   | 14   | 9    | 2    | 1    | 1        | 5,3      | 15,3     | 8,3      | 7,5   |
| T. media (°C)                                          | −0,2 | 0,6  | 2,3  | 4,8  | 9,1  | 12,1 | 16,0 | 16,1 | 12,8 | 7,1  | 2,2  | −0,7 | −0,1     | 5,4      | 14,7     | 7,4      | 6,9   |
| T. min. media (°C)                                     | −6   | −6   | −5   | −3   | −1   | 2    | 6    | 6    | 4    | 0    | −4   | −7   | −6,3     | −3       | 4,7      | 0        | −1,2  |
| T. max. assoluta (°C)                                  | 18   | 16   | 21   | 26   | 28   | 29   | 30   | 31   | 32   | 31   | 22   | 17   | 18       | 28       | 31       | 32       | 32    |
| T. min. assoluta (°C)                                  | −25  | −28  | −19  | −16  | −11  | −7   | −6   | −3   | −7   | −12  | −24  | −28  | −28      | −19      | −7       | −24      | −28   |
| Precipitazioni (mm)                                    | 462  | 353  | 326  | 228  | 140  | 99   | 54   | 57   | 120  | 216  | 484  | 500  | 1 315    | 694      | 210      | 820      | 3 039 |
| Nevicate (cm)                                          | 133  | 98   | 85   | 27   | 3    | 0    | 0    | 0    | 0    | 4    | 38   | 98   | 329      | 115      | 0        | 42       | 486   |

### Idrografia

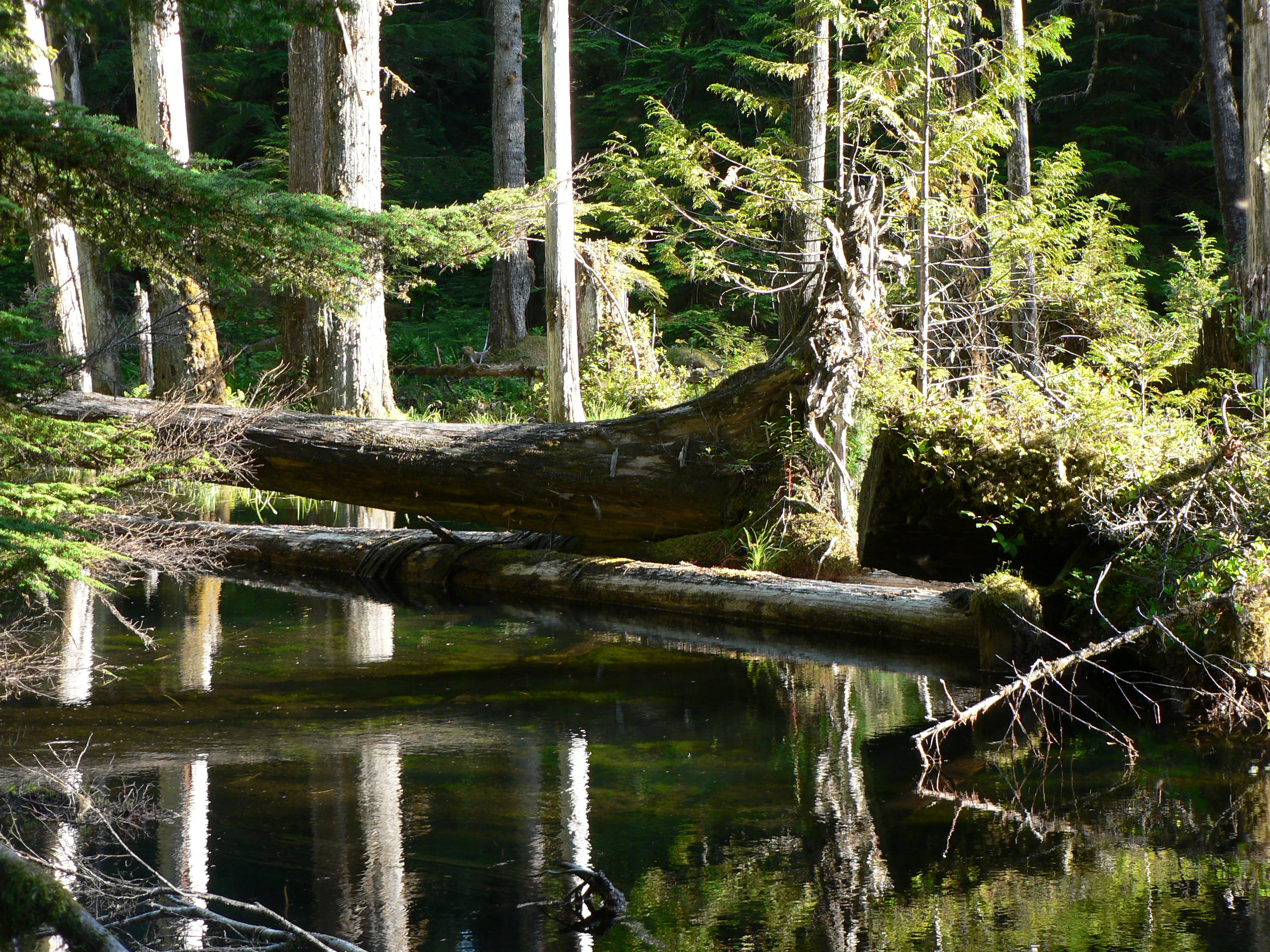
Il piccolo specchio d'acqua di Abandoned Beaver

I corsi d'acqua del parco appartengono tutti allo spartiacque dell'Oceano Pacifico. La maggior parte di essi ha origine direttamente dal monte Rainier. Il numero così intenso di precipitazioni che si verificano nella regione durante tutto l'anno, unito allo scioglimento dei ghiacciai, consente un costante afflusso idrico a tutti i bacini e le falde sotterranee.
In tutto, scorrono oltre 470 corsi d'acqua attraverso il parco: tra i principali figurano il fiume White, a nord-est della zona protetta, il Carbon, a nord-ovest, il Puyallup e il Mowich, a ovest, il Nisqually a sud-ovest e un affluente del Cowlitz, a sud-est. I fiumi scorrono generalmente in valli glaciali piuttosto profonde.
I fiumi della regione appartengono a tre differenti bacini idrografici. I fiumi White, Carbon e Mowich sono affluenti del Puyallup, che termina il suo corso a ovest nello stretto di Puget, un braccio di mare nell'Oceano Pacifico. Il fiume Nisqually drena anche nell'estremità meridionale dello stretto. Il fiume Cowlitz è da parte sua un affluente del Columbia, uno dei principali corsi a terminare nel Pacifico a livello della città di Astoria, nell'Oregon.
Il parco ospita oltre 380 laghi o stagni. Il Mowich è il maggiore del parco: localizzato ad un'altitudine di quasi 1500 m, si estende per 50 ettari e ha una profondità di 17 m. Non vanno inoltre trascurate le molte cascate presenti, tra cui quelle di Christine, di Narada, di Comet, del torrente Kautz, di Van Trump o di Sydney.

## Ambiente naturale

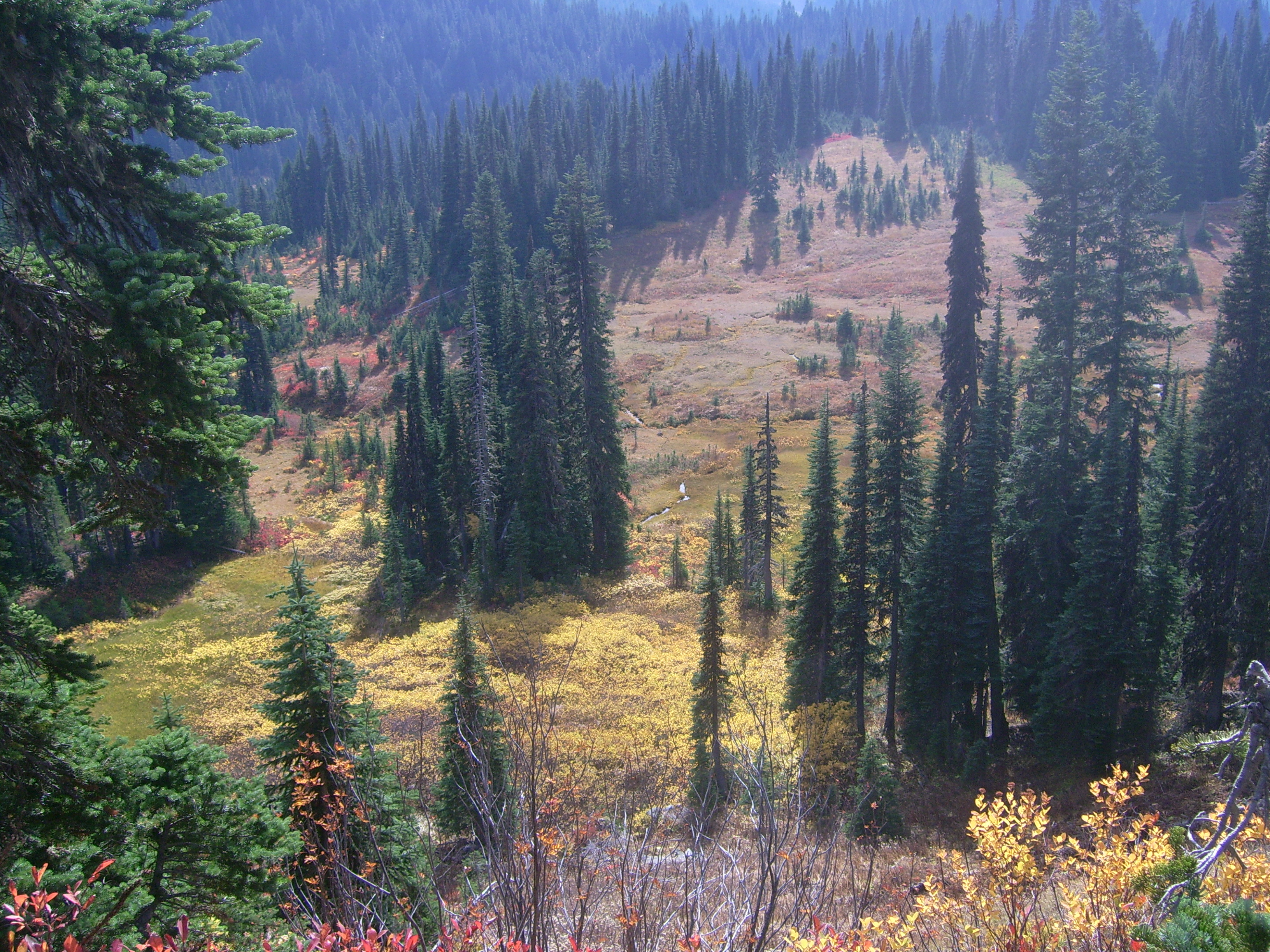
Boschi e gruppi di conifere

Il parco nazionale si estende su diversi ecosistemi, circostanza che rende possibile la presenza di una grande biodiversità. Al di sotto dei 1500 m si trova l'area boschiva, da 1500 a 1800 l'area subalpina e, più in alto, il piano alpino. La sola superficie boschiva copre quasi il 60% del parco, mentre le altre due aree condividono quasi con la stessa percentuale il resto.
In totale, il parco ospita quasi 890 specie di tracheofite e 250 non appartenenti a tale phylum. Non si possono dimenticare inoltre nel regno animale le quasi 300 specie presenti tra mammiferi, uccelli, pesci, rettili e anfibi.
Ai suoi confini occidentali e settentrionali, il parco è delimitato dalla foresta nazionale del monte Baker-Snoqualmie, a sud con quella di Gifford Pinchot e ad est con la Wenatchee. Altre aree protette vicine includono le riserve integrali di Tatoosh (Tatoosh Wilderness), Norse Peak (Norse Peak Wilderness), Clearwater (Clearwater Wilderness) e William O. Douglas (William O. Douglas Wilderness).
Secondo l'Agenzia statunitense per la protezione dell'ambiente, il parco nazionale si trova nell'ecoregione della "cordigliera occidentale delle montagne boscose del nord-ovest". Stando al sistema di classificazione del WWF, l'area appartiene all'ecoregione delle Central and Southern Cascades forests, caratterizzata da una regione montuosa ricoperta di conifere e il cui clima è tanto più umido man mano che ci si sposta verso ovest della regione.

### Flora

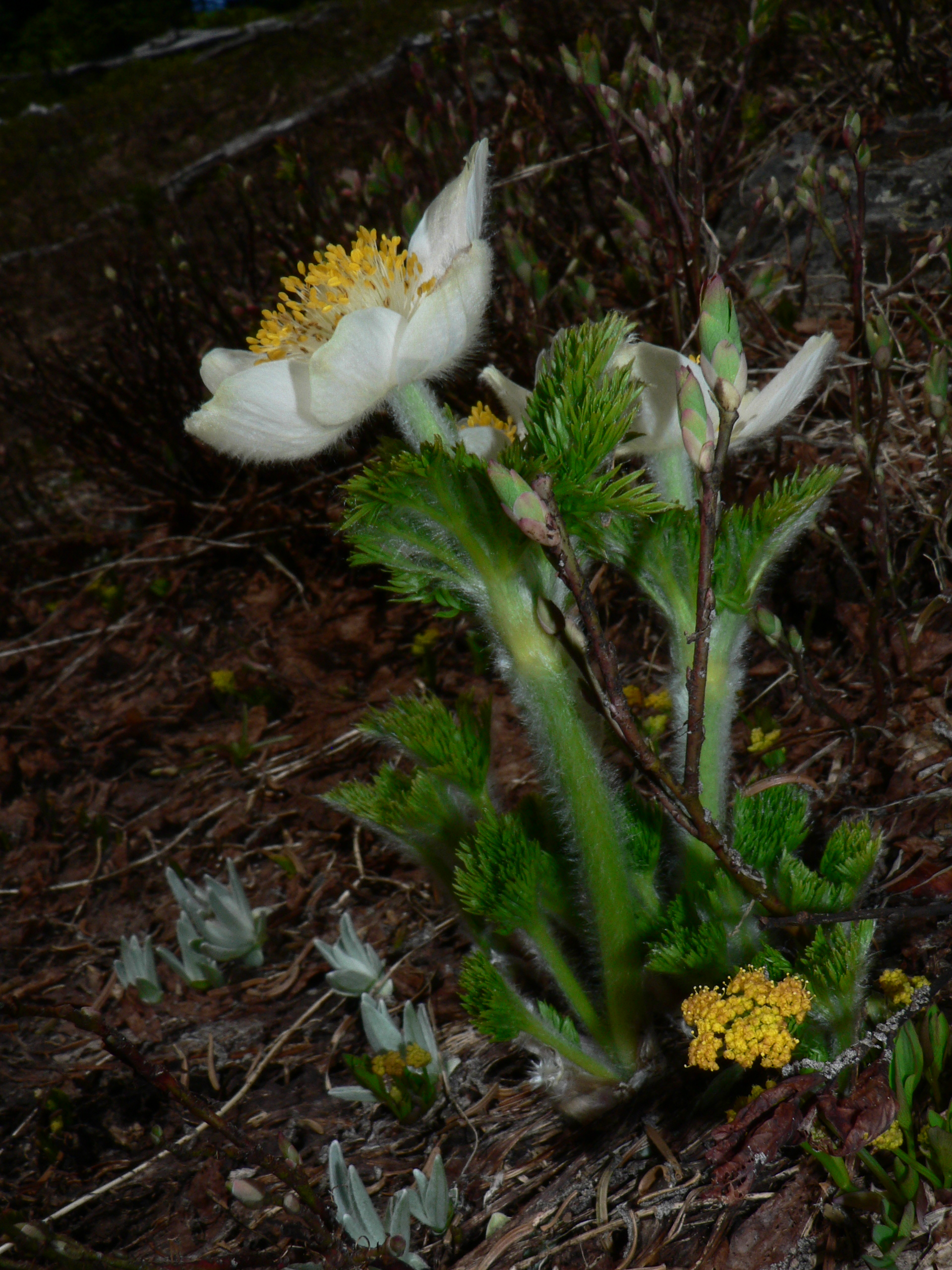
Pulsatilla occidentalis

La composizione della foresta varia notevolmente con l'altitudine. Il dislivello raggiunge infatti poco meno di 4000 m tra la vetta più alta e il fondovalle. In virtù di siffatta premessa, si comprendono le diversità numeriche e del tipo di specie viventi che crescono in ogni differente fascia. Le precipitazioni, più abbondanti ad ovest del parco rispetto al punto opposto, influenzano anche il genere delle specie presenti. Altri fenomeni naturali come incendi, valanghe e lahar hanno assunto in passato (e i roghi continuano tuttora) ad assumere un impatto locale sulla distribuzione della flora.
Al di sotto dei 1000 m altitudine, la foresta è dominata dalla tsuga occidentale (Tsuga heterophylla), dall'abete di Douglas (Pseudotsuga menziesii) e dalla tuia plicata (Thuja plicata). Fino a circa 1500 m, la foresta, che diventa sempre meno fitta, vede invece prosperare l'abete amabile (Abies amabilis), il cipresso di Nootka (Chamaecyparis nootkatensis), il pino bianco occidentale (Pinus monticola) e l'abete nobile (Abies nobilis). Alcune aree boschive hanno alle spalle solo un secolo d'età, soprattutto dove i ghiacciai si sono ritirati di recente. Altri punti, identificati come foreste vergini, superano talvolta i 1000 anni.
Più in alto, la vegetazione è scarna nella zona subalpina, poiché innevata per una lunga parte dell'anno. Anche se più rari, in questa zona sono ancora presenti alcuni alberi come l'abete delle rocce (Abies lasiocarpa), la tsuga mertensiana, il pino dalla corteccia bianca (Pinus albicaulis) e il peccio di Engelmann (Picea engelmannii). Tra i fiori più comuni in loco figurano i seguenti: Erythronium grandiflorum, Polygonum bistortoides, Pulsatilla occidentalis, leptosepala, Dodecatheon jeffreyi, Gentiana calycosa, Castilleja miniata, Mimulus lewisii, Valeriana sitchensis e la campanula soldanella (Campanula rotundifolia).
Infine, la zona alpina, costituita da ampi campi rocciosi, svetta oltre la linea degli alberi fino ai punti maggiori del parco. Neve e ghiaccio possono in alcuni punti resistere tutto l'anno, impedendo la presenza di specie veverali. In generale, tuttavia, i terreni vedono la neve scomparire per un periodo di tempo molto breve, costringendo le piante a svilupparsi e riprodursi in fretta. È a queste dure condizioni che si sono adattate ad esempio l'Eriogonum pyrolifolium, il Silene acaulis, la Draba aureola, il Lupinus lyallii e l'Erigeron aureus.

### Fauna

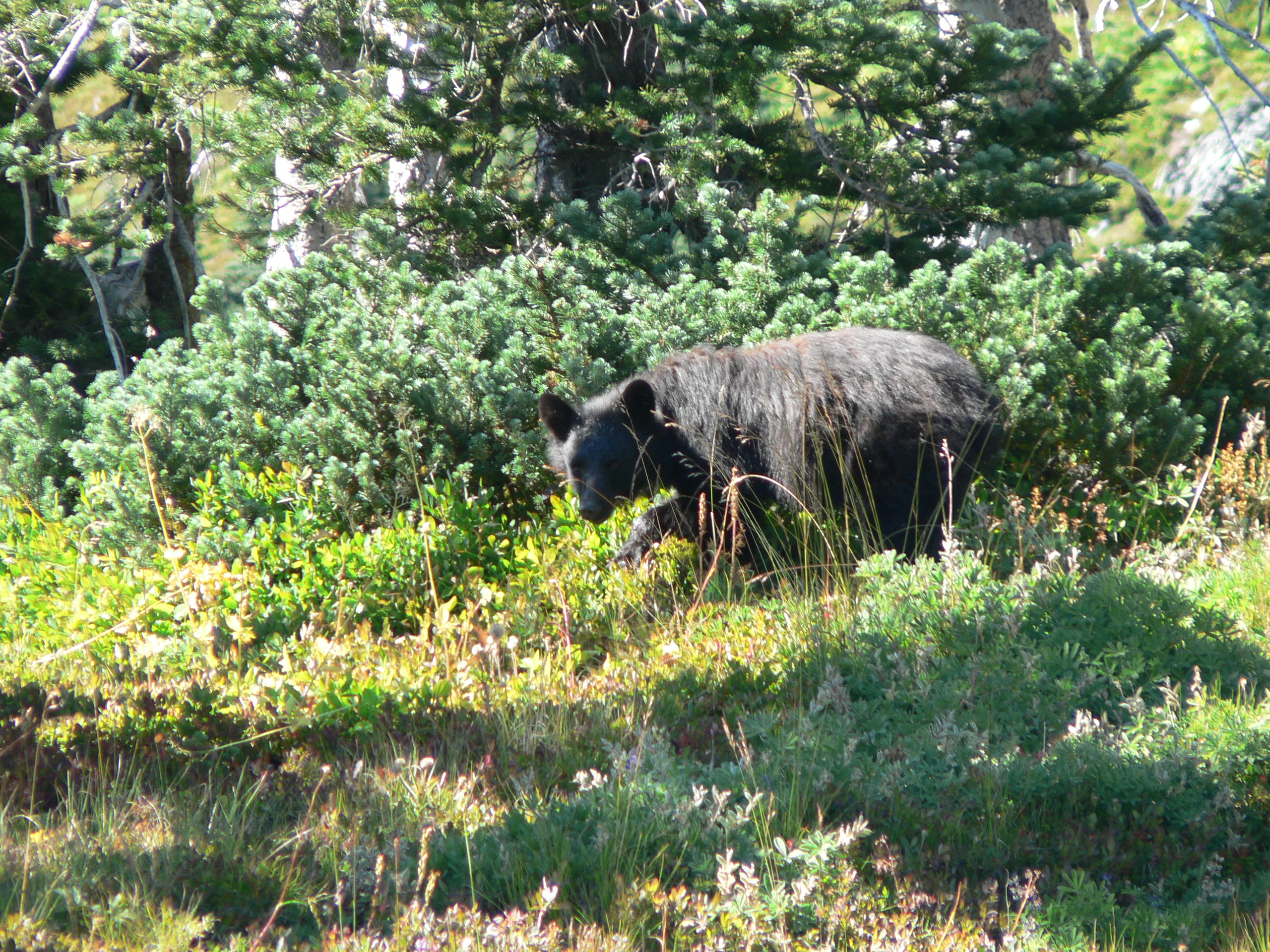
Orso nero (Ursus americanus)

Il parco ospita 229 specie di uccelli, 56 specie di mammiferi, undici specie di anfibi, otto specie di pesci, cinque specie di rettili e molti invertebrati.
I grandi erbivori sono rappresentati dalla capra delle nevi (Oreamnos americanus), il cervo mulo (Odocileus hemionus) e il wapiti (Cervus elaphus canadensis). I principali predatori risultano invece l'orso nero (Ursus americanus), il puma (Puma concolor), la lince rossa (Lynx rufus), la volpe rossa (Vulpes vulpes) e il coyote (Canis latrans). Tra i piccoli mammiferi si annoverano il castoro americano (Castor canadensis), la martora americana (Martes americana), il procione comune (Procyon lotor), il pica americano (Ochotona princeps), lo scoiattolo di Douglas (Tamiasciurus douglasii), lo scoiattolo terricolo dal mantello dorato (Spermophilus saturatus), la marmotta delle Montagne Rocciose (Marmota caligata), il toporagno acquatico (Sorex palustris) e sei specie di chirotteri, incluso il pipistrello dalle gambe lunghe (Myotis volans).

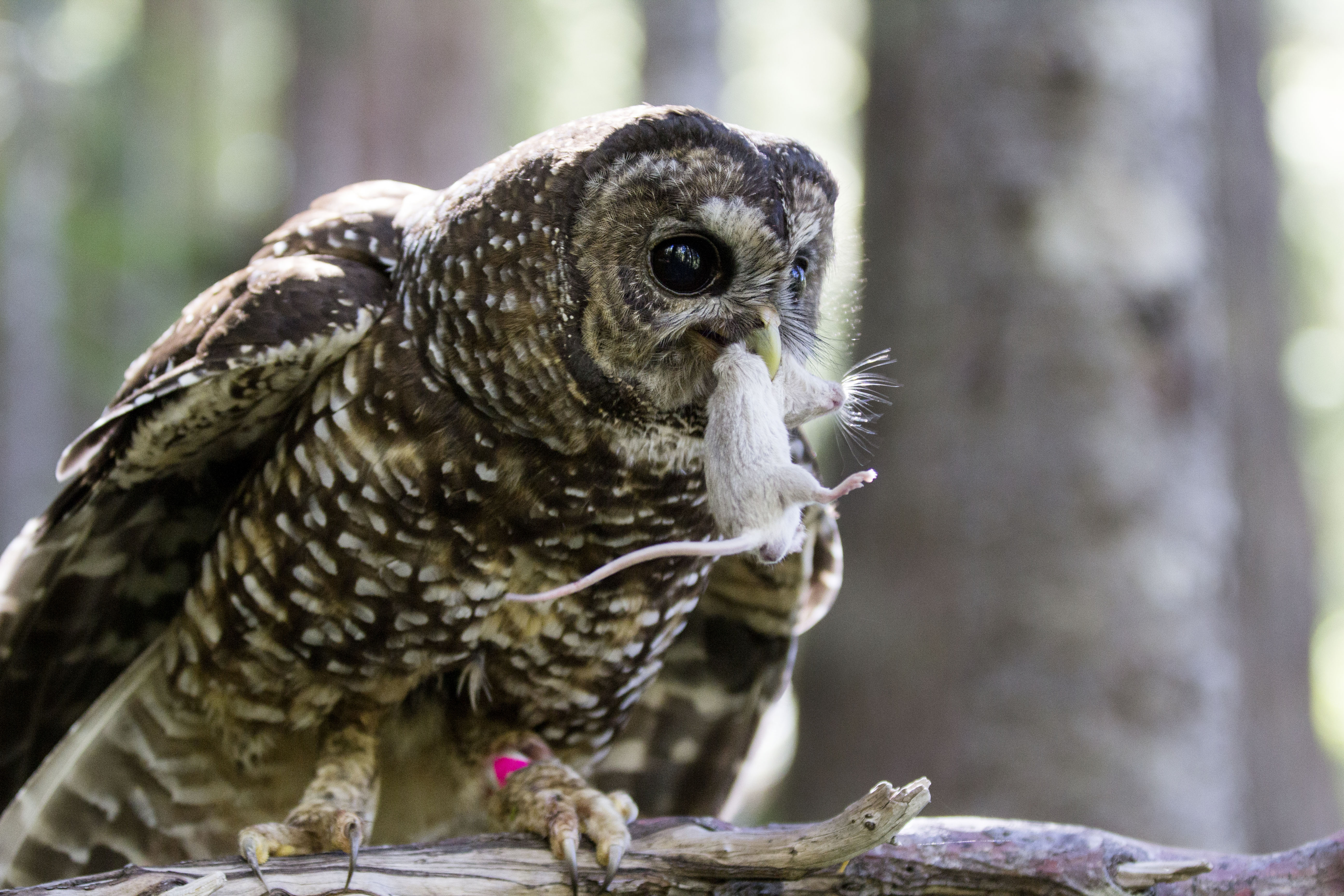
Una femmina di allocco macchiato (Strix occidentalis) a caccia nel parco

Per quanto riguarda gli uccelli, alcuni vivono nel parco tutto l'anno, mentre altri migrano durante la stagione fredda: un'ulteriore differenza si rintraccia anche con relazione alle quote dove essi si stanziano. Nell'area boschiva vivono la dendroica groppone giallo (Dendroica coronata), la parula di Wilson (Wilsonia pusilla), lo junco occhiscuri (Junco hyemalis), il lucherino delle pinete (Carduelis pinus), il rondone codaspinosa di Vaux (Chaetura vauxi), il rampichino americano (Certhia americana), il picchio villoso (Leuconotopicus villosus), la ghiandaia di Steller (Cyanocitta stelleri), la cincia bigia dal dorso bruno (Poecile rufescens), il picchio dorato (Colaptes auratus), la rondine verdeviola (Tachycineta thalassina), il tordo di Swainson (Catharus ustulatus) e il picchio muratore pettofulvo (Sitta canadensis). Nella zona subalpina sono presenti il passero corona dorata (Zonotrichia atricapilla), la poiana della Giamaica (Buteo jamaicensis), l'albanella reale (Circus cyaneus), la pernice fuligginosa (Dendragapus fuliginosus), l'allodola golagialla (Eremophila alpestris) e la pispola golarossa (Anthus rubescens). L'area alpina ospita principalmente il fanello rosato testagrigia (Leucosticte tephrocotis), la pernice coda bianca (Lagopus leucura), il corvo imperiale (Corvus corax) e il colibrì rossiccio (Selasphorus rufus). In prossimità di fiumi e laghi sono talvolta presenti l'airone azzurro maggiore (Ardea herodias), il quattrocchi d'Islanda (Bucephala islandica), il piro-piro macchiato (Actitis macularia), la moretta arlecchina (Histrionicus histrionicus), il martin pescatore americano (Megaceryle alcyon), l'ittero alirosse (Agelaius phoeniceus) e il merlo acquaiolo americano (Cinclus mexicanus). Tra le specie ornitologiche in via di estinzione rientrano l'allocco macchiato settentrionale (Strix occidentalis caurina) e l'aquila di mare testabianca (Haliaeetus leucocephalus).
Undici specie di anfibi vivono nelle zone umide del parco, tra cui la salamandra nordoccidentale (Ambystoma gracile), la salamandra tigre (Ambystoma tigrinum), la salamandra gigante del Pacifico (Dicamptodon tenebrosus), la salamandra di Van Dyke  (Plethodon vandykei), la salamandra dal dorso rosso (Plethodon vehiculum), il tritone dalla pelle rugosa (Taricha granulosa), il rospo boreale (Bufo boreas), la rana con la coda (Ascaphus truei), la rana aurora e la rana delle Cascate.
I rettili sono rappresentati dal boa caucciù (Charina bottae), dal serpente giarrettiera terricolo (Thamnopis elegans), dal serpente giarrettiera nordoccidentale (Thamnophis ordinoides), dal serpente giarrettiera comune (Thamnophis sirtalis) e dalla lucertola alligatore cerulea (Elgaria coerulea).
I corsi d'acqua del parco supportano due delle cinque specie di salmone del Pacifico, ovvero il salmone argentato (Oncorhynchus kisutch) e il salmone reale (Oncorhynchus tshawytscha). Tra agosto e dicembre questi risalgono il bacino del corso d'acqua per deporre le uova, attirando al contempo molti predatori. La famiglia dei salmonidi è rappresentata nello specifico dalla trota iridea golarossa (Oncorhynchus clarkii), dalla trota iridea (Oncorhynchus mykiss), dal salmerino di fonte (Salvelinus fontinalis), dal Salvelinus malma e dalla trota toro (Salvelinus confluentus).
Di recente, si è scoperta la presenza di numerosi vermi del ghiaccio (Mesenchytraeus solifugus) in zona, una specie che riesce a sopravvivere solo in una fascia di temperatura compresa tra i -7 e i 5 °C. Considerata l'estrema adattabilità di questi viventi in ambienti ostili, la NASA ha deciso di finanziare Dan Shain, un biologo evoluzionista, con più di 200.000 dollari (circa 170.000 €) per la sua ricerca, allo scopo di far luce su come possibili forme di vita possano adattarsi ad altri pianeti o lune fredde.

## Storia

### Epoca antica

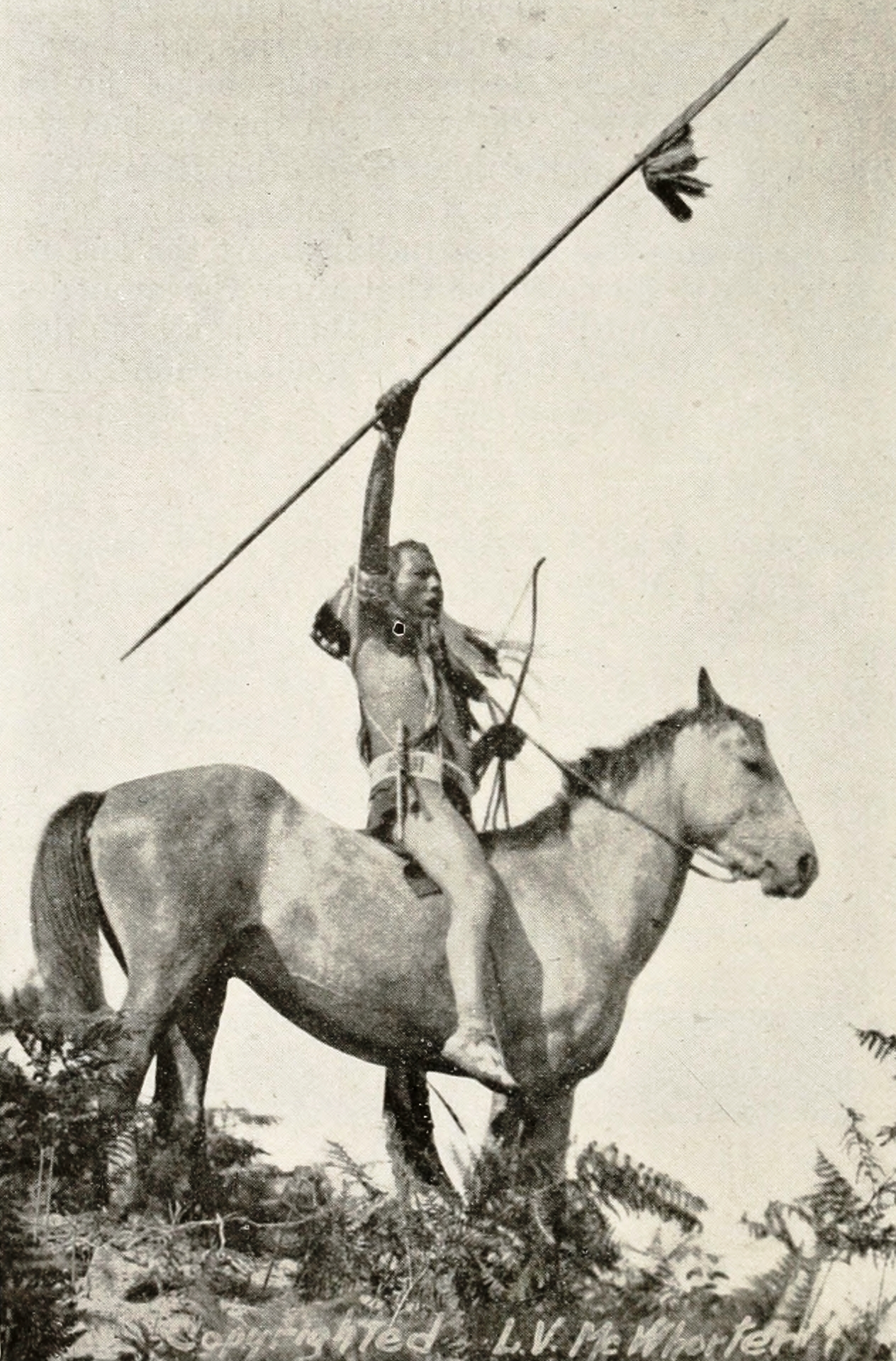
Guerriero della tribù degli Yakama (1913)

Grazie alla datazione di resti di frecce utilizzati per la caccia, gli archeologi stimano che i primi nativi americani siano giunti nell'area tra 4500 e 8000 anni fa. L'area fu utilizzata sia dalle tribù dello stretto di Puget che da quelle dell'entroterra. Le tribù locali erano quelle Nisqually, Puyallup, Muckleshoot, Yakama e Cowlitz.
I nativi americani si recavano in zona solo in determinati periodi dell'anno, ovvero in estate, quando potevano raccogliere frutta e cacciare con maggiore facilità rispetto all'inverno. Durante i mesi freddi, si preferiva infatti spostarsi verso luoghi maggiormente miti, ovvero vicino alle coste del Pacifico. Le donne si dedicavano alla raccolta delle bacche, gli uomini invece seguivano le tracce di cervi, orsi o capre di montagna per nutrire le rispettive famiglie. Si bruciavano talvolta volontariamente le aree boschive, in maniera tale consentire ad alcuni arbusti di proliferare a scapito di alberi più grandi che non fornivano frutti commestibili. Inoltre, la cenere fungeva da ottimo fertilizzante per i loro terreni pure negli anni successivi all'incendio e le aree ricche di bacche attiravano ancor più selvaggina, circostanza la quale rendeva maggiormente agevole la caccia.
I vulcani della regione delle Cascate furono fonte di ispirazione per molte leggende popolari, spesso riferite a episodi eruttivi a cui taluni assistettero in prima persona e spiegati facendo cenno a divinità sovrannaturali. I nativi americani di lingue salish denominavano lo Spirito del monte Rainier Takhoma, un termine che significa "luogo dove nascono le acque". Molti dei toponimi del parco devono ancora oggi la propria origine a parole utilizzate dai nativi americani, sia nel campo della topografia che in quello dell'idrografia. Il nome del fiume Mowich, ad esempio, significa "Cervo".
Il vaiolo, portato dagli europei, si diffuse rapidamente tra gli indigeni alla fine del XVIII e all'inizio del XIX secolo: alcune popolazioni vennero gravemente colpite dalla malattia ancor prima che gli europei le avessero incontrate.

### Insediamento degli europei

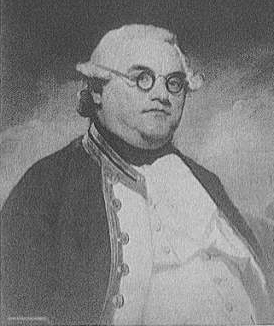
Peter Rainier

Il vulcano fu scoperto per la prima volta dagli europei durante un viaggio di esplorazione nel 1792 guidato da George Vancouver. Incaricati dalla marina britannica, l'ufficiale e il suo equipaggio della HMS Discovery erano intenti ad esplorare lo stretto di Puget quando osservarono il vulcano all'orizzonte. Il vulcano deve il suo nome a Peter Rainier, un amico di George Vancouver anch'egli ufficiale della marina britannica.
Durante gli anni 1850, furono firmati vari trattati tra i coloni e gli indiani della regione. Questi ultimi risultano ancora legittimati a risiedere in alcune zone del parco preservando determinati diritti di caccia, non scomparsi con l'istituzione successiva della zona protetta. Hazard Stevens e P.B. Van Trump ricevettero un'accoglienza da eroi per le strade di Olympia dopo la riuscita scalata della vetta nel 1870. La prima salita di una donna avvenne nel 1890 ad opera di Fay Fuller, accompagnata da Van Trump e altri tre compagni di squadra.
L'economia della regione era incentrata sull'industria del legno dalla metà dell'Ottocento. Tuttavia, l'attività rimase limitata perché i mezzi di trasporto sono scarsi e la domanda nella regione non superava una certa quota. Fu solo all'inizio del secolo che essa aumentò quando la Northern Pacific Railway rese operativa una linea ferroviaria nell'area. Fu anche in questo periodo che comparvero le prime riserve di protezione forestale sotto l'impulso dei movimenti che incoraggiavano una miglior tutela ambientale. L'area del parco venne in seguito designata riserva forestale (Pacific Forest Reserve) nel 1893, prima di essere ribattezzata come Mount Rainier Forest Reserve nel 1897. In tal modo, andava finalmente a realizzarsi il sogno di John Muir, ingegnere che contribuì in maniera significativa alla costituzione di varie aree protette e che, con particolare riferimento ai dintorni del Rainier, si era dichiarato assolutamente convinto della necessità di convertire la riserva in un qualcosa di più:
(John Muir)
Il parco nazionale del monte Rainier divenne così il quinto parco nazionale del paese per data di istituzione il 2 marzo 1899 sotto il presidente William McKinley. Il Congresso instaurò la nuova zona protetta "a beneficio e godimento del popolo" e "per impedire la deforestazione, l'estrazione di minerali, tutelare meglio la natura e le meraviglie all'interno di detto parco, oltre alla propria conservazione nella loro condizione attuale".
Il numero di visitatori raggiunse quota 1.786 nel 1906 e salì a 34.814 nel 1915. Una simile crescita si spiega per via della costruzione di strade che consentivano ai residenti delle metropoli vicine di raggiungere il parco in auto (la prima zona protetta ad essere accessibile tramite tale mezzo). I turisti giunsero anche per mezzo di alcune linee ferroviarie e vari privati si attivarono per realizzare degli hotel funzionali ad accoglierli. Fu in quel contesto che si siglarono delle convenzioni tra l'ente gestore del parco e le società private dedite alla gestione degli alberghi. Il "National Park Inn" andò costruito nel 1906 e poteva ospitare fino a sessanta persone: l'elettricità veniva prodotta nel vicino fiume Nisqually.
A seguito del New Deal, molti lavori furono eseguiti nel parco dal Civilian Conservation Corps fino all'inizio degli anni Quaranta, allo scopo di rilanciare l'attività economica che era stata gravemente colpita durante il periodo della Grande depressione. Gli operai si occuparono della costruzione di sentieri escursionistici ed edifici amministrativi.
Nel 1988, la protezione del 97% del parco nazionale andò rafforzata istituendo la riserva integrale del monte Rainier (Mount Rainier Wilderness).
Il numero di visitatori è aumentato abbastanza bruscamente fino all'inizio del terzo millennio, consolidandosi alla fine con una media compresa tra uno e due milioni di visitatori ogni anno.

### Alluvione del 2006
Il parco rimase chiuso a causa di violenti nubifragi abbattutisi in zona avvenute il 6 novembre 2006, quando si registrarono 460 mm di pioggia nell'arco di 36 ore. Campeggi e strade in tutto il parco vennero spazzati via dalla furia delle acque e l'energia elettrica a Paradise e Longmire non fu più accessibile. L'area di campeggio di Sunshine Point, localizzata appena all'interno dell'ingresso Nisqually, fu distrutta e non riaprì. Da allora, la strada rimase chiusa al traffico dei veicoli. Diverse sezioni della Carbon River Road, un tempo ingresso del parco accessibile ai veicoli, si presentavano dopo la tempesta contornate di alberi caduti, fango e detriti di vario genere. Da allora, anche tale via restò chiusa al traffico veicolare. Il 5 maggio 2007, il parco riaprì alle automobili tramite la State Route 706, all'ingresso Nisqually.

## Turismo

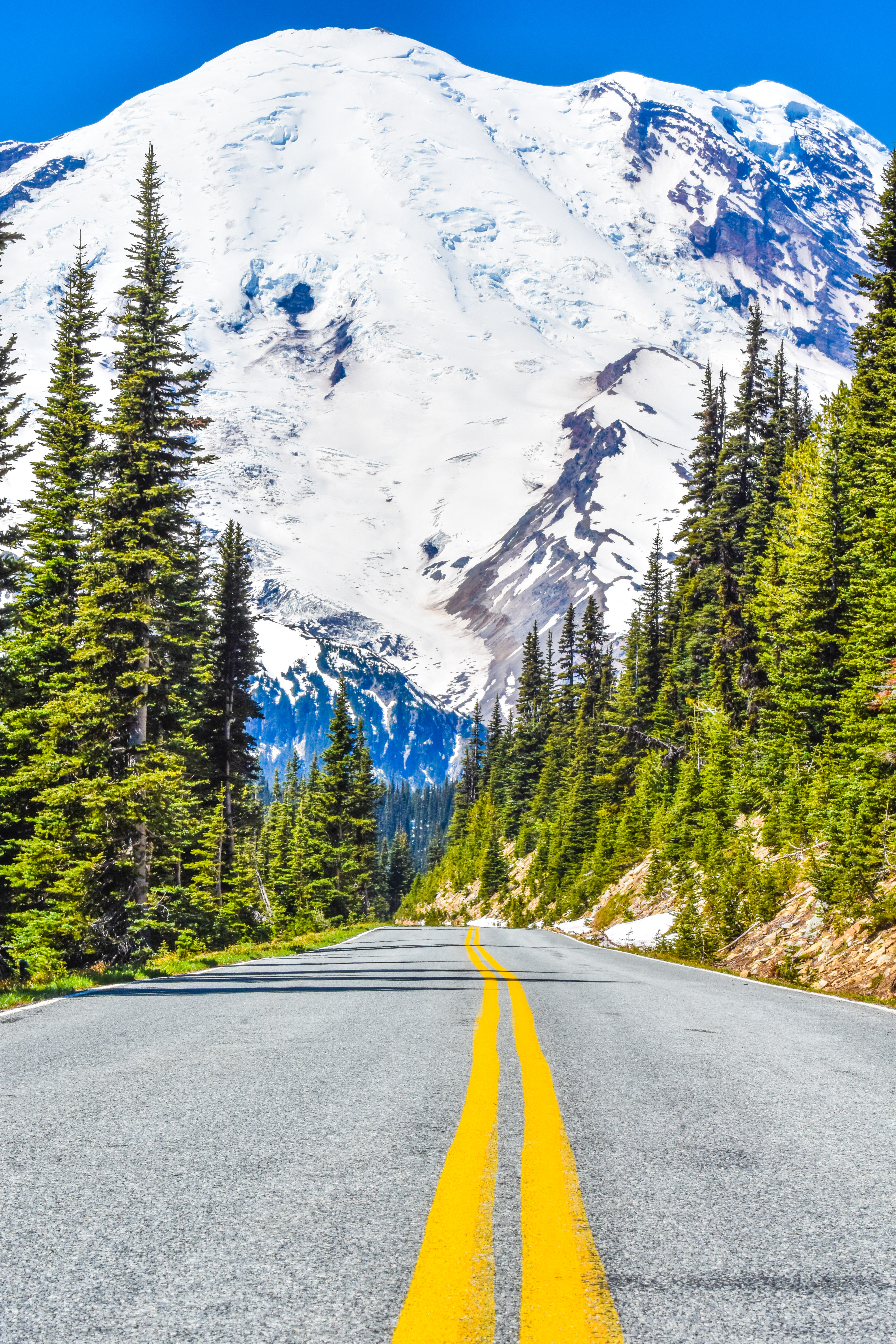
La Sunrise Road alle porte del parco. Il Rainier si erge maestoso sullo sfondo

Il parco, il monte e i paesaggi straordinari attirano da uno a due milioni di turisti ogni anno grazie alla vicinanza del sito a grandi metropoli come Seattle, mentre i famosi vulcani Saint Helens e Adams si trovano a soli 50 km a sud della zona protetta. Tuttavia, il parco nazionale più visitato nel Washington resta quello di Olympic, che riceve quasi tre milioni di visitatori. Lo sviluppo delle infrastrutture è limitato al fine di preservare l'habitat quanto più integro possibile: nelle vicinanze sono comunque presenti delle piste da sci, in particolare a Crystal Mountain, il principale comprensorio sciistico dello stato del Washington.
Si può giungere in loco anche tramite strade pubbliche: l'autostrada statale Washington State Route 410 collega il parco alla Interstate 5 (area metropolitana di Seattle-Tacoma), ma resta comunque in parte chiusa da novembre a maggio, perlopiù a causa delle abbondanti nevicate. Ad ogni modo, la stragrande maggioranza del parco è accessibile solo a piedi.
Le zone più frequentate dai turisti sono chiamate Paradise e Longmire: accessibili tutto l'anno grazie allo spostamento della neve dalle strade, qui i turisti possono trovare hotel come il Paradise Inn, negozi, un centro visitatori e il museo Longmire. La maggioranza dei vecchi edifici ad oggi figura nel Registro nazionale dei luoghi storici, come sancito dal provvedimento legislativo emesso il 28 maggio 1987. Dei circa 45 punti iscritti nel registro, tra i più frequentati si possono segnalare la stazione del lago Tipsoo, costruita nel 1934 e registrata come sito storico dal 1991, nonché la stazione delle cascate Narada, di Tahoma Vista e di Sunrise sempre nello stesso anno. Un altro sito popolare è localizzato a Sunrise, dove si trova lo Yakima Park Stockade Group, un National Historic Landmark che ora ospita un centro visitatori.
Sono consentite ai visitatori attività ricreative quali escursionismo, campeggio, ciclismo, pesca, arrampicata su roccia e sci di fondo. Il sentiero escursionistico per eccellenza del parco è il Wonderland Trail: questo compie il giro completo del monte Rainier, ma richiede dai dieci ai dodici giorni di cammino per essere portato a conclusione, essendo lungo 150 km. Il lato orientale del parco è inoltre attraversato dal Pacific Crest Trail, il celebre cammino escursionistico che collega la California al Canada.

## Nella cultura di massa
Il Rainier appare su quattro distinti francobolli emessi negli Stati Uniti. Nel 1934, figurò su 3 centesimi in una serie di francobolli dedicati al parco nazionale, oltre che su una miniatura emessa in occasione di un evento inerente alla filatelia. L'anno successivo, nel 1935, entrambi furono ristampati dal politico James A. Farley su numeri speciali all'indirizzo di funzionari e amici. A causa della gran richiesta effettuata dal pubblico, le "Farley's Follies" furono riprodotte in gran numero: la seconda emissione di francobolli resta comunque facile da distinguere dall'originale perché presenta una dentellatura. Sia i francobolli che i foglietti ricordo sono disponibili negli archivi filatelici statunitensi.
Il Washington state quarter rilasciato l'11 aprile 2007 immortala il monte Rainier e un salmone.
Lo stato di Washington permette l'immatricolazione delle autovetture con una targa che riporta il monte Rainier sullo sfondo. Il prezzo a cui questa è venduta risulta più caro di una targa tradizionale e ciò si deve al fatto che una percentuale viene versata al bilancio del parco nazionale.

### Bibliografiche
1. 1 2 3   Mount Rainier, Parco nazionale di, su treccani.it. URL consultato il 6 agosto 2021.
2. 1 2 3 4 5 6 7 8 9  (EN) Management, su NPS. URL consultato il 6 agosto 2021.
3. 1 2 3  (EN) Mikaela Ruland, Tacoma to Mt. Rainier and Olympic National Parks Road Trip, su myolympicpark.com, 22 gennaio 2021. URL consultato il 7 agosto 2021.
4. 1 2  Ohlsen et al. (2020), p. 179.
5. 1 2  (EN) Ralph A. Haugerud e Rowland W. Tabor, Geologic Map of the North Cascade Range, Washington, in Scientific Investigations Map 2940, USGS. URL consultato il 4 agosto 2021.
6. 1 2 3 4 5  (EN) Maps, su NPS, 2006. URL consultato il 6 agosto 2021.
7. ↑  (EN) Geologic Formations, su NPS. URL consultato il 4 agosto 2021.
8. ↑  Harris, Tuttle e Tuttle (2004), p. 464.
9. ↑  (EN) Lassen Volcanic Center, su USGS. URL consultato il 4 agosto 2021.
10. ↑  White (2008), pp. 17-18.
11. 1 2 3  (EN) Geology and History Summary for Mount Rainier, su NPS, 2009. URL consultato il 6 agosto 2021.
12. 1 2 3 4  (EN) Mount Rainier, su USGS, 2009. URL consultato il 6 agosto 2021.
13. 1 2 3  (EN) Robin George Andrews, This May Be the Most Dangerous U.S. Volcano, su National Geographic, 25 luglio 2018. URL consultato il 6 agosto 2021.
14. ↑  (EN) Seismicity, su NPS, 2009. URL consultato il 6 agosto 2021.
15. ↑  (EN) Koppen-Geiger World Climate Classification Map, su scribd.com. URL consultato il 4 agosto 2021.
16. 1 2 3 4 5  (EN) Nature & Science, su NPS, 2009. URL consultato il 6 agosto 2021.
17. 1 2 3  (EN) Weather, su NPS. URL consultato il 6 agosto 2021.
18. ↑  (EN) Winter Recreation, su NPS. URL consultato il 6 agosto 2021.
19. ↑  Romano (2008), p. 30.
20. ↑  (EN) Interesting Weather Statistics for US Mountain Summits", su SummitPost. URL consultato il 29 giugno 2021.
21. ↑  (EN) Cascade Mountains leeward forests, su WWF. URL consultato il 26 giugno 2021.
22. 1 2  (EN) Central and Southern Cascades forests, su WWF. URL consultato il 26 giugno 2021.
23. ↑  (EN) Eastern Cascades forests, su WWF. URL consultato il 26 giugno 2021.
24. 1 2 3  (EN) Plants, su NPS, 2009. URL consultato il 7 agosto 2021.
25. ↑  (EN) Animals, su NPS, 2009. URL consultato il 7 agosto 2021.
26. ↑  (EN) Mammals, su NPS, 2009. URL consultato il 7 agosto 2021.
27. 1 2 3  (EN) Birds, su NPS, 2009. URL consultato il 7 agosto 2021.
28. 1 2  (EN) Bird checklist (PDF), NPS, 2009. URL consultato il 7 agosto 2021.
29. ↑  (EN) Amphibians, su NPS, 2009. URL consultato il 7 agosto 2021.
30. ↑  (EN) Reptiles, su NPS, 2009. URL consultato il 7 agosto 2021.
31. ↑  (EN) Fish, su NPS, 2009. URL consultato il 7 agosto 2021.
32. ↑   Fulvio Cerutti, Misteriosi vermi del ghiaccio stanno emergendo dai ghiacciai del nord-ovest del Pacifico, la Nasa li studia con un progetto speciale, su La Stampa, 6 agosto 2021. URL consultato il 7 agosto 2021 (archiviato dall'url originale il 7 agosto 2021).
33. ↑   I misteriosi vermi del ghiaccio che la NASA vuole studiare, su Corriere della Sera, 6 agosto 2021.
34. 1 2 3 4 5 6  (EN) Mount Rainier, su NPS, 2009. URL consultato il 7 agosto 2021.
35. ↑  (EN) Linda S. Cordell, Kent Lightfoot, Francis McManamon e George Milner, Archaeology in America: An Encyclopedia, ABC-CLIO, 2008,  p. 317, ISBN 978-03-13-02189-3.
36. ↑  (EN) Greg Lange, Smallpox epidemic ravages Native Americans on the northwest coast of North America in the 1770s, su historylink.org, 23 gennaio 2003. URL consultato il 4 agosto 2021.
37. ↑   Historical Notes: Vancouver's Voyage, in Mount Rainier Nature Notes, VII, n. 14, 1929. URL consultato il 28 giugno 2021.
38. 1 2  (EN) First Ascent of Mount Rainier, Washington August 17, 1870, su volcanoes.usgs.gov. URL consultato il 25 giugno 2021.
39. 1 2  (EN) Establishment of Mount Rainier National Park, su NPS. URL consultato il 7 agosto 2021.
40. ↑  (EN) Dayton Duncan e Ken Burns, The National Parks: America's Best Idea : an Illustrated History, Alfred A. Knopf, 2009,  p. 86, ISBN 978-03-07-26896-9.
41. ↑  (EN) Andrew Glass, Mount Rainier National Park established, March 2, 1899, su Politico, 2 marzo 2019. URL consultato il 30 giugno 2021.
42. ↑  (EN) U.S. Code: Title 16 Chapter 1 Subchapter XI § 91, su law.cornell.edu, Legal Information Institute, Cornell University Law School. URL consultato il 29 giugno 2021.
43. ↑  (EN) 16 U.S. Code § 92. Control; regulations; grants for buildings; rights-of-way; fish and game; removal of trespassers, su law.cornell.edu, Legal Information Institute, Cornell University Law School. URL consultato il 29 giugno 2021.
44. 1 2  (EN) The new pleasuring ground, su NPS. URL consultato il 7 agosto 2021.
45. ↑  (EN) Primi turisti nel parco nazionale, su NPS, 2009. URL consultato il 7 agosto 2021.
46. ↑  (EN) The impact of the New Deal, su NPS, 2009. URL consultato l'8 agosto 2021.
47. ↑  (EN) Carbon River and Mowich, su NPS. URL consultato il 7 agosto 2021.
48. 1 2  (EN) November 2006 Flood, su NPS. URL consultato il 7 agosto 2021.
49. ↑  (EN) Dan Nelson e Alan Bauer, Day Hiking Mount Rainier: National Park Trails, The Mountaineers Books, 2008, ISBN 978-15-94-85247-3.
50. ↑  (EN) NPS Annual Recreation Visits Report, su irma.nps.gov. URL consultato il 5 agosto 2021.
51. 1 2  Ohlsen et al. (2020), p. 183.
52. ↑  (EN) National Historical Landmark Nomination: Mount Rainier Park, su npgallery.nps.gov. URL consultato il 7 agosto 2021.
53. ↑  (EN) Mount Rainier National Park, su storymaps.arcgis.com. URL consultato il 7 agosto 2021.
54. ↑  (EN) Yakima Park Stockade Group, su NPS. URL consultato il 7 agosto 2021.
55. ↑  (EN) Mt. Rainier: top 10 summer things to do, su visitrainier.com. URL consultato il 7 agosto 2021.
56. ↑  (EN) Things To Do, su NPS. URL consultato il 7 agosto 2021.
57. ↑  (EN) US Stamps: Commemoratives of 1934-1935, su stamp-collection-world.com. URL consultato il 29 giugno 2021.
58. ↑  (EN) Washington State Quarter, su Washington State Arts Commission. URL consultato il 29 giugno 2021 (archiviato dall'url originale il 27 febbraio 2012).